# Sankt Marienkirchen bei Schärding
Sankt Marienkirchen bei Schärding é um município da Áustria localizado no distrito de Schärding, no estado de Alta Áustria.